# عبد الحميد مدكور
عبد الحميد مدكور (1 أغسطس 1942 -) هو عالم فلسفة وأستاذ جامعي مصري.

## نشأته ودراسته
ولد الدكتور عبد الحميد عبد المنعم مدكور بقرية باسوس إحدى قرى مركز القناطر الخيرية التابع لمحافظة القليوبية في 1 أغسطس عام 1942، وفي عام 1966 حصل مدكور على ليسانس كلية دار العلوم جامعة القاهرة ثم على الماجيستير من الكلية نفسها في 1972 ثم على الدكتوراه في 1980 بعد مهمة علمية في فرنسا.

## مسيرته[4]
- معيد بكلية دار العلوم جامعة القاهرة من 1966
- مدرس مساعد بكلية دار العلوم جامعة القاهرة من 1972
- مدرس بكلية دار العلوم جامعة القاهرة 1980[5]
- أستاذ مساعد بكلية دار العلوم جامعة القاهرة 1990
- أستاذ بكلية دار العلوم جامعة القاهرة في 1995
- اعير إلى كلية التربية بجامعة الملك سعود بالرياض في الفترة (1983-1988)
- اعير إلى كلية الشريعة جامعة قطر في الفترة (1993-1998)
- عاد بعدها للعمل استاذا بكلية دار العلوم جامعة القاهرة مرة أخرى
- اختير عضوا بلجنة الفكر الإسلامي في المجلس الأعلى للشؤون الإسلامية 1998
- انتخب عضوا بمجمع اللغة العربية بالقاهرة في 2003
- عمل استاذا زائرا بكلية الشريعة بجامعة اليرموك عام 2005
- عمل استاذا بالجامعة الأمريكية بالقاهرة للتدريس بقسم الدراسات العليا لعامان متتاليان
- عضو بلجنة الفلسفة بالمجلس الأعلى للثقافة بمصر منذ عام 2008
- عضو اللجان الاستشارية بمكتبة الإسكندرية عن الفلسفة والديانات منذ عام 2008
- قام بتدريس مواد الفلسفة الإسلامية في كلية الألسن (جامعة عين شمس)، كلية التربية جامعة قناة السويس، الاداب جامعة طنطا، الدراسات العربية والإسلامية بجامعة الفيوم، الاداب والتربية بجامعة المنوفية
- يلقي محاضرات على طلاب الدبلوم بمعهد البحوث والدراسات العربية بالقاهرة منذ عام 2014.

## مؤلفاته[6]
له عدد كبير من الكتب والمؤلفات العلمية مثل
1. أبو طالب المكي ومنهجه الصوفى ; رسالة الماجيستير 1972
2. الولاية عند محي الدين بن عربي ; رسالة الدكتوراه 1980
3. دراسات في علم الأخلاق 1990
4. في الفكر الأسلامى مقدمات وقضايا 1993
5. تحقيق الجزء الثاني والثالث والرابع والخامس من كتاب «مدارج السالكين» لابن قيم الجوزية : تقديم وتحقيق وتعليق نشره دار الكتب والوثائق القومية
6. دراسات في العقيدة الأسلامية (عقيدة إسلامية)، 2000
7. نظرات في التصوف الإسلامي (الصوفية)، 2001
8. تمهيد لدراسة علم الكلام، 2003
9. تحقيق قوت القلوب لأبو طالب المكي بالاشتراك، طبع بالهيئة المصرية العامة للكتاب في أربعة مجلدات 2007

## جوائز
عبد الحميد مدكور يفوز بجائزة عبادة في العلوم الاجتماعية.